# استاینگریمور هرمانسون
استاینگریمور هرمانسون (انگلیسی: Steingrímur Hermannsson؛ ۲۲ ژوئن ۱۹۲۸ – ۱ فوریهٔ ۲۰۱۰) یک سیاست‌مدار اهل ایسلند بود.